# Jugendstrafanstalt Berlin
Die Jugendstrafanstalt Berlin ist eine Jugendstrafanstalt in Berlin mit 403 Haftplätzen im geschlossenen Vollzug und 27 Haftplätzen im offenen Vollzug. Die Anstalt liegt im Ortsteil Charlottenburg-Nord im Bezirk Charlottenburg-Wilmersdorf nördlich der Bundesautobahn 100 und dem Westhafenkanal neben der Justizvollzugsanstalt Plötzensee und der Gedenkstätte Plötzensee. Anstaltsleiter ist der Leitende Regierungsdirektor Bill Borchert.

## Zuständigkeit
Die Jugendstrafanstalt Berlin ist mit den Häusern 1 bis 9 zuständig für männliche zu Jugendstrafe verurteilte Jugendstrafgefangene, männliche Verurteilte, die das 21. Lebensjahr noch nicht vollendet haben, zum Vollzug von Ersatzfreiheitsstrafen, männliche zu Freiheitsstrafe Verurteilte, die das 24. Lebensjahr noch nicht vollendet haben und sich für den Jugendstrafvollzug eignen (§ 114 JGG), im Einzelfall auch nach Zuweisung durch die Einweisungsabteilung, männliche junge Untersuchungsgefangene im Alter von 14 bis unter 21 Jahren und Auslieferungsgefangene, sowie Untersuchungsgefangene im Alter von 21 bis 24 Jahren, die mit einer Verurteilung zu Jugendstrafe rechnen müssen, männliche Gefangene, die das 21. Lebensjahr noch nicht vollendet haben, zum Vollzug der Ordnungs-, Sicherungs-, Zwangs- und Erzwingungshaft, männliche zu militärischem Strafarrest Verurteilte, die zur Zeit der Arrestverhängung noch Jugendliche oder Heranwachsende waren und das 24. Lebensjahr noch nicht vollendet haben.
Das Haus A ist der Bereich des offenen Vollzugs. Dort werden für den offenen Vollzug geeignete männliche zu Jugendstrafe verurteilte Jugendstrafgefangene und für den offenen Vollzug geeignete männliche zu Freiheitsstrafe Verurteilte, die das 24. Lebensjahr noch nicht vollendet haben und sich für den Jugendstrafvollzug eignen, untergebracht.

## Geschichte
Nach dem Zweiten Weltkrieg wurde die Strafanstalt Plötzensee zur Jugendstrafanstalt bestimmt. Der Vollzug der Jugendstrafe unterschied sich faktisch aber nicht vom Erwachsenenvollzug. 1973 betrug die Gesamtbelegung für den Bereich der Jugendstrafe 344 Insassen, die in der Regel in Einzelräumen untergebracht waren. Im Jahre 1968 erfolgte ein Beschluss des Berliner Abgeordnetenhauses für den Neubau einer Jugendstrafanstalt. Ein bundesweiter Architektenwettbewerb wurde durchgeführt. Dieser wurde durch Interessengruppen behindert, die Strafanstalten grundsätzlich abschaffen wollten. Erst zwölf Jahre später, 1980, erfolgte die Grundsteinlegung des Neubaus der Jugendstrafanstalt Berlin und 1987 deren Eröffnung. 1997 wurde der Untersuchungshaftbereich Kieferngrund eröffnet und belegt. 1997 folgte der U-Haftbereich Haus 9. Im Dezember 2008 wurde die sozialtherapeutische Abteilung im Haus 4 der Anstalt eingeweiht. Am 8. Januar 2020 wurde die Schule der Anstalt nach Helmuth Hübener benannt, dessen Porträt nun die Fassade ziert. Hübener war der jüngste vom Volksgerichtshof zum Tode verurteilte und hingerichtete Widerstandskämpfer gegen den Nationalsozialismus und wurde am 27. Oktober 1942 in Plötzensee hingerichtete.